# 6月9日
6月9日是公历一年中的第160天（闰年第161天），离全年结束还有205天。

## 大事记

### 19世紀以前
- 68年：在罗马帝国元老院推选行政长官加尔巴为新任皇帝后，遭到废黜的原皇帝尼禄自杀身亡
- 550年：高洋篡东魏而自立，于是日即位。国号齐，史称“北齐”。
- 694年（武周延载元年五月甲午）：武则天受其侄魏王武承嗣所上尊号“越古金轮圣神皇帝”。
- 978年（北宋太平兴国三年五月初一·乙酉）：吴越国王钱俶向北宋献地投降，史称“吴越归地”。
- 1639年（明崇祯十二年五月乙丑）：张献忠在谷城再叛明朝起兵，罗汝才随即响应，很快攻陷房县。

### 19世紀
- 1815年：欧洲列强参加的维也纳会议结束，重新构建拿破仑一世战败投降之后的欧洲政治版图。
- 1827年：土耳其拒绝联军提出的同希腊休战的照会。
- 1881年：唐山至胥各莊运煤铁路（唐胥鐵路）開工，是中国自办最早的铁路。
- 1885年：李鸿章与法使巴德诺在天津签订《中法新約》，结束中法战争，根据条约，法国势力延伸至云南和广西。
- 1894年：日本侵略朝鲜的先遣部队在仁川登陆。
- 1896年：俄、日达成协议，承认俄国在朝鲜的地位。
- 1898年：清朝代表李鸿章和英国代表窦纳乐签订《展拓香港界址专条》，将新界地区租借给英国。

### 20世紀
- 1915年：哲布尊丹巴宣布外蒙取消独立。
- 1916年：孙中山发表恢复《临时约法》宣言，并致电黎元洪，要求“恢复约法”、“尊重国会”。
- 1920年：閻瑞生因无力偿还赌债而在上海劫杀妓女王莲英。[1]
- 1923年：保加利亚发生政变—“人民联盟”和“军事同盟”等推翻了“农民联盟”政府，亚历山大·詹科夫（英语：Aleksandar Tsankov）上台执政。
- 1925年：穆斯塔法·凯末尔·阿塔土克在土耳其推行改革运动。
- 1928年：中华民国中央研究院正式成立。
- 1928年：澳洲飛行員查爾斯·金斯福德·史密斯駕駛福克F.VII從美國飛抵布里斯本，完成首次跨太平洋飛行。
- 1932年：国民政府通令封禁战争电影：宣称：“以后关于战争及含有革命性之影片，均在禁摄之列”。
- 1932年：蒋介石在庐山开会部署“围剿”（即“共匪”，即共产党及其武装）。
- 1934年：美国动画师华特·迪士尼塑造的卡通角色「唐老鸭」在华特迪士尼公司的动画片首次亮相。
- 1938年：中华民国国民革命军在花园口对黄河进行决堤，以阻止日军的进攻，造成89万人死亡(有称89万人死亡是包括之后9年之间因疾病、饥荒死亡人数的加总，而绝非当时的死伤[2][3])。
- 1944年：第二次世界大戰：為了報復法國抵抗運動的成功攻擊，德國黨衛隊和黨衛隊保安處在蒂勒絞死99名男子。
- 1954年：日本自卫队成立。
- 1955年：在第二次世界大戰中被俘的德國、奧地利戰俘乘坐蘇聯專列返國。
- 1975年：中华人民共和国与菲律宾共和国建交。
- 1975年：洛克希德公司爆出行贿丑闻。
- 1976年：內地與香港共同修建的文錦渡新橋落成啟用。
- 1983年：玛格丽特·撒切尔在英国大选中获胜，连任首相。
- 1991年：悍匪使用自動步槍，於香港觀塘連橫打劫金舖，四個匪徒劫去3000兩的金飾。逃走時，與趕到現場的警員駁火，匪徒一共開了三十多槍。
- 1991年：菲律宾距苏比克湾不远处的皮纳图博火山爆发，造成大量人员伤亡和财产损失，是20世纪全球最大一次火山爆发。
- 1992年：日本國會參議院通過向海外派兵法案，眾議院隨後於15日亦通過。這次是第二次世界大戰結束後，日本國會第一次通過向海外派兵法案。根據法案，日本可以向海外派遣二千個自衛隊隊員，參與聯合國維持和平任務。
- 1992年：中华人民共和国與格鲁吉亚共和国建交。
- 1993年：日本皇太子德仁親王與平民女子小和田雅子結婚。
- 1994年：美国少年麥可·彼特·費爾在新加坡受鞭刑。
- 1998年：香港天文台發出黑色暴雨警告，當日總雨量達411.3毫米，是有紀錄最高6月單日降雨量[4][5]。
- 1999年：北大西洋公約組織和塞爾維亞與蒙特內哥羅簽署《庫馬諾沃協定》，科索沃戰爭宣告結束。

### 21世紀
- 2001年：香港天文台發出紅色暴雨警告，部份地區錄得三百毫米雨量，整個新界北的低窪地區被水淹浸，大批村民被困，消防員、警員，和飛行服務隊救出被困的民眾。
- 2006年：第十八屆世界盃足球賽在德國慕尼黑揭幕。
- 2018年：2018年新幹線襲擊事件發生，造成1死2傷。
- 2019年：香港民間人權陣線發起遊行，反對修訂逃犯條例， 超過103萬示威者參與從銅鑼灣維多利亞公園起步的大遊行，這是香港主權移交以來規模第二大的遊行。（註：香港主權移交以來規模第一大的遊行為發於七天後的2019年6月16日反對逃犯條例修訂草案遊行。）
- 2019年：法國網球公開賽男單衛冕冠軍纳达尔歷經三個小時的惡戰以盤數3:1再次擊敗奧地利名將多米尼克·蒂姆拿下了生涯第12座法國網球公開賽，也是個人生涯第18座職業大滿貫。
- 2021年：莫斯科市法院判定阿列克謝·阿納托利耶維奇·納瓦利內創建的反腐敗基金會為極端主義組織，並下令即時取締。
- 2024年：南奧塞提亞議會選舉

## 出生
- 1540年：島左近，日本戰國時代武將（1600年逝世）
- 1595年：瓦迪斯瓦夫四世，波蘭國王（1648年逝世）
- 1672年：彼得大帝，俄罗斯沙皇（1725年逝世）
- 1781年：喬治·史蒂芬生，英國機械工程師、發明家（1848年逝世）
- 1796年：卡爾·路德維希·布盧姆，德國-荷蘭植物學家（1862年逝世）
- 1812年：约翰·戈特弗里德·伽勒，德國天文學家，海王星發現者（1910年逝世）
- 1840年：必麒麟，英國探險家，首任華民護衛司（1907年逝世）
- 1843年：威廉·達姆斯，德國古生物學家（1898年逝世）
- 1865年：卡爾·尼爾森，丹麥作曲家、指揮家、小提琴家（1931年逝世）
- 1875年：亨利·戴尔，英国生理学家（1968年逝世）
- 1879年：约瑟夫·阿弗诺尔，法國外交官，第2任國際聯盟秘書長（1952年逝世）
- 1885年：約翰·恩瑟·李特爾伍德，英國數學家（1977年逝世）
- 1902年：馬塞爾·席恩，斯洛伐克裔美國物理學家（1960年逝世）
- 1906年：陸定一，中國政治家（1996年逝世）
- 1915年：萊斯·保羅，美國音樂家（2009年逝世）
- 1933年：唐·揚，美國政治人物，曾任阿拉斯加州眾議院議員（2022年逝世）
- 1936年：布樂思，英國電機工程師、香港輔助空軍軍官。
- 1938年：查爾斯·武奧里寧，芬蘭裔美國作曲家（2020年逝世）
- 1940年：關中，台灣政治人物，中華民國第11任考試院院長
- 1942年：因德麗亞蒂·伊斯卡克，印尼女演員、心理學家、營銷家
- 1951年：戴夫·帕克，美國職業棒球運動員（2025年逝世）
- 1953年：柏葉幸子，日本兒童文學作家
- 1954年：李安妮，中華民國故總統李登輝之女，臺灣政治人物、社會學學者、非營利組織董事
- 1957年：葉樹涵，台灣音樂家
- 1959年：本尼·甘茨，以色列政治人物
- 1960年：趙文瑄，台灣演員
- 1960年：古橋一浩，日本動畫導演、演出家
- 1961年：紫堂恭子，日本漫畫家
- 1961年：，加拿大-美國演員
- 1961年：艾倫·索金，美國編劇、導演、製片人
- 1962年：侯文詠，台灣作家、醫生
- 1963年：強尼·戴普，美國電影男演員
- 1964年：藥師丸博子，日本女演員、歌手
- 1964年：俞小凡，台灣女演員
- 1968年：埃迪·馬森，英國男演員
- 1970年：馬啓仁，香港男主持人
- 1970年：民雄，台灣演員
- 1972年：半場友惠，日本女性聲優
- 1972年：有川浩，日本女性作家
- 1975年：劉真，台灣藝人（2020年逝世）
- 1975年：阿美莎·帕特爾，印度女演員
- 1975年：原泰久，日本男性漫畫家
- 1978年：倪虹潔，中國女藝人
- 1978年：米洛斯拉夫·克洛泽， 德國退役足球運動員
- 1979年：國仲涼子，日本演員
- 1980年：植田佳奈，日本女性聲優
- 1980年：安田剛士，日本漫畫家
- 1980年：三枝夕夏，日本女歌手
- 1981年：，美国女演員
- 1981年：周渝民，台灣男藝人
- 1981年：孔令奇，台灣歌手
- 1982年：宥勝，台灣男演員、主持人
- 1982年：藤卷忠俊，日本漫畫家
- 1983年：鄧永健，香港男演員
- 1983年：狄奧多拉，希臘、丹麥公主
- 1983年：宮崎將，日本男演員
- 1983年：許埈珥，韓裔美國數學家
- 1983年：賈斯汀·班森，美國電影導演、編劇、演員、編輯、製片人
- 1984年：肖恩·理查德，韓國男演員
- 1985年：松楠·卡浦爾，印度女演員
- 1986年：吳雨霏，香港女歌手
- 1986年：羅力威，香港男歌手
- 1989年：水谷隼，日本男子桌球運動員
- 1990年：李銓，台灣藝人
- 1990年：周厚安，台灣演員
- 1990年：馬蒂亞斯·梅爾，奧地利男子高山滑雪運動員
- 1992年：劉偉健，香港知名實況主兼YouTuber
- 1992年：雅尼克·艾尼爾，法國游泳运动員
- 1992年：盧西安·拉維斯考特，英國男演員
- 1993年：陳卓賢，香港男子偶像團體MIRROR成員
- 1993年：津端亞里沙，日本拳擊運動員、護理師
- 1993年：許楠儁，韓國男演員
- 1993年：沈賢星，韓國男子偶像團體BOYFRIEND
- 1994年：惠利，韓國女子偶像團體Girl's Day成員
- 1994年：ZN，韓國女子偶像團體LABOUM成員
- 1998年：木下春奈，日本女子偶像團體NMB48成員
- 2000年：羅莉·埃尔南德斯，美國女子競技體操運動員
- 2001年：索洛·馬里達那，美國男演員

## 逝世
- 68年：尼祿，羅馬帝國皇帝（37年出生）
- 630年：沙赫爾巴拉茲，薩珊王朝國王將領（生年不詳）
- 1597年：何塞·安切塔，西班牙耶穌會傳教士（1534年出生）
- 1829年：威廉·費納，德裔天主教牧師和耶穌會士，美國喬治城大學校長（1792年出生）
- 1863年：多斯特·穆罕默德汗，阿富汗埃米爾（1793年出生）
- 1870年：狄更斯，英国作家（1812年出生）
- 1923年：哈文斯·理查兹，美國天主教神父兼耶穌會士（1851年出生）
- 1923年：有島武郎，日本小說家（1878年出生）
- 1959年：阿道夫·溫道斯，德國化學家，1928年諾貝爾化學獎得主（1876年出生）
- 1961年：卡米爾·介蘭，法國獸醫、細菌學家、免疫學家，卡介苗發明者（1872年出生）
- 1969年：贺龙，中國人民解放軍元帅、中華人民共和國國務院副總理、國家體育運動委員會主任（1896年出生）
- 1997年：李常受，華人傳道人，地方召會繼倪柝聲之後的第二位同工（1905年出生）
- 2011年：川上倫子，日本女性聲優（1970年出生）
- 2019年：馬如龍，台灣男演員（1939年出生）
- 2022年：林古松，臺灣登山家（1928年出生）
- 2022年：沈威，香港男演員（1951年出生）
- 2023年：阿蘭·圖雷納，法國社會學家（1925年出生）
- 2024年：愛德華·C·斯通，美國航天科學家（1936年出生）
- 2025年：弗雷德里克·福赛思，英國作家（1938年出生）
- 2025年：南方朔，臺灣作家、詩人、評論家、新聞工作者（1946年出生）

## 节假日和习俗
- 珊瑚大三角日
- 英女王官方壽辰： 澳洲的官方壽辰訂在每年6月的第二個星期一，除西澳洲
- 中華民國鐵路節
- 乌干达英雄日（英语：Heroes' Day）